# Mahouton Norbert Hounkonnou
Mahouton Norbert Hounkonnou est un professeur, mathématicien, physicien et écrivain béninois. Il est professeur de mathématiques et de physique à l'Université d'Abomey-Calavi,.

## Biographie
Mahouton Norbert Hounkonnou est né le 7 juin 1956 à Adjohoun (République du Bénin), et est marié à Baï Arlette Lidwine Elisha (physicienne). Ils ont trois enfants. Ses travaux ont été cités plus de 1200 fois par Google Scholar,,.

## Travaux sélectionnés
- 2013, R (p, q)-calcul : différenciation et intégration, MN Hounkonnou, J Désiré, B Kyemba, SUT J. Math 49 (2), 145-167[6],
- 2012, Modeling the influence of local environmental factors on malaria transmission in Benin and its implications for cohort study, G Cottrell, B Kouwaye, C Pierrat, A Le Port, A Bouraïma, N Fonton, ..., PLOS ONE 7 (1), e28812[7],
- 1992, Le chlore liquide dans les flux de cisaillement et d'élongation : A nonequilibrium molecular dynamics study, MN Hounkonnou, C Pierleoni, JP Ryckaert, The Journal of chemical physics 97 (12), 9335-9344[8].